# 苍龙街道
苍龙街道，是中华人民共和国贵州省遵义市仁怀市下辖的一个乡镇级行政单位。

## 行政区划
苍龙街道下辖以下地区：
龙井社区、苍头坝社区、石抗坝村、下坝村、水塘村、板桥村和中元村。